# Frank Senger
Pour les articles homonymes, voir Senger.
Frank Senger, né le 10 décembre 1954 à Springfield et mort le 15 avril 2016 à New York, est un acteur américain.

## Filmographie

### Au cinéma
- 1992 : Hit the Dutchman de Menahem Golan : Fatty Walsh
- 1992 : Mad Dog Coll de Greydon Clark et Ken Stein : le lieutenant Abadabba
- 1994 : Léon de Luc Besson : Mr. Jones, surnommé « Fatman »
- 1994 : Cracking Up de Matt Mitler : Frank Kansy
- 1995 : Our Hero de Glenn McCabe et James Michael McCauley : Bob
- 1995 : Russian Roulette - Moscow 95 de Menahem Golan : Igor Mamedov
- 1995 : Jerky Boys, le film (The Jerky Boys: The Movie) de James Melkonian (en) : le videur
- 1996 : Bullet de Julien Temple : le gardien de prison
- 1996 : Risque maximum (Maximum Risk) de Ringo Lam : agent Loomis
- 1997 : Wishful Thinking de Adam Park : l'homme avec sa canne
- 1998 : Tomorrow Night (en) de Louis C.K. : l'homme sous la pluie
- 1998 : O.K. Garage de Brandon Cole : le conducteur de bus
- 1998 : Above Freezing de Frank Todaro : Ed Phyllis
- 1999 : Puppet de Felix R. Limardo : Boris
- 1999 : Mickey les yeux bleus (Mickey Blue Eyes) de Kelly Makin : le livreur
- 2002 : Don't Explain de Gordon Gavin : Henry
- 2002 : Standard Time de Robert Cary : le conducteur de limousine
- 2009 : Frank the Rat de James Cozza : Joe
- 2010 : 13 de Gela Babluani : Nearby Gambler
- 2014 : Friends and Romans de Christopher Kublan : un homme qui auditionne pour une pièce

### À la télévision
- 1986 : As the World Turns: 30th Anniversary (téléfilm) de Paul Lammers : Diamond Jim
- 1993 : Late Night with Conan O'Brien, saison 1, épisode 3
- 1993 : New York Police Blues (NYPD Blue), saison 1, épisode 2 : le conducteur
- 1995 : New York, police judiciaire (Law and Order) (saison 6, épisode 2) : Tiny
- 1996 : New York Undercover, saison 3, épisode 10 : Alphone Poteet
- 1998 : Oz, saison 2, épisodes 2, 3 et 4 : Frank Manhardt
- 1999 : New York, unité spéciale (Law and Order: Special Victims Unit) (saison 1, épisode 3) : Pampas
- 2000 : New York, police judiciaire (Law and Order) (saison 10, épisode 22) : Horace
- 2000 : New York 911 (Third Watch), saison 1, épisode 12 : Pete
- 2001 : New York, section criminelle (Law & Order: Criminal Intent) (saison 1, épisode 10) : Palnick
- 2001 : Ed, saison 1, épisode 16 : Le client
- 2002 : Monday Night Mayhem d'Ernest R. Dickerson (téléfilm) : L'ouvrier
- 2002 : Ed, saison 2, épisode 14 : L'homme dans la blanchisserie
- 2005 : New York, section criminelle (Law & Order: Criminal Intent) (saison 5, épisode 2) : Gustav
- 2009 : Late Night with Jimmy Fallon, saison 1, épisode 93 : L'agent de sécurité